# Eugnosta medvedevi
Eugnosta medvedevi es una especie de polilla de la tribu Cochylini, familia Tortricidae.
Fue descrita científicamente por Gerasimov en 1929.
Su envergadura es de 30 mm.

## Distribución
Se encuentra en Ucrania y Rusia (Región del Volga).